# Мієнті Абена
Мієнті Абена (англ. Myenty Abena, нар. 12 грудня 1994, Парамарибо, Суринам) — суринамський футболіст, центральний захисник угорського клубу «Ференцварош» та національної збірної Суринаму.

## Клубна кар'єра
Уродженець столиці Суринаму Парамарибо Мієнті Абена футбольну кар'єру починав у Нідерландах, де з 2008 року грав у молодіжному складі клубу «Утрехт». З літа 2016 року Абена став гравцем «Йонг Утрехта» і продовжив виступи в Ерстедивізі. Ще два сезони Абена захищав кольори «Де Графсхап», з яким встиг пограти і в Ередивізі.
У січні 2019 року Абена перебрався до Словаччини, де приєднався до клубу «Спартак» із Трнави. У клубі захисник грав до кінця сезону і виграв національний кубок Словаччини.
А влітку 2019 року Абене підписав чотирирічний контракт з клубом «Слован» (Братислава). З яким надалі виграв два чемпіонати та два Кубки Словаччини.
У січні 2023 року перейшов до угорського клубу «Ференцварош», з яким вже в першому сезоні став чемпіоном Угорщини.

## Збірна
У жовтні 2020 року Мієнті Абена отримав право грати за збірну Суринаму. А першу гру у збірній він провів 24 березня 2021 року у матчі відбору до чемпіонату світу 2022 року проти збірної Кайманових островів.

## Титули й досягнення
Спартак (Трнава)
 Переможець Кубка Словаччини: 2018/19
Слован (Братислава)
 Чемпіон Словаччини (3): 2019/20, 2020/21, 2021/22
 Переможець Кубка Словаччини (2): 2019/20, 2020/21
Ференцварош
 Чемпіонат Угорщини (1): 2022/23